# Paul Delecroix
Paul Delecroix (Amiens, 14 ottobre 1988) è un calciatore francese, portiere del Digione.

## Biografia
Paul Delecroix è figlio di Jean-Louis Delecroix, il quale a sua volta fu portiere e capitano dell'Amiens, squadra della città natale di Paul.

## Caratteristiche tecniche
Delecroix è un portiere molto reattivo ed abile nell'uso dei piedi.

## Carriera
Cresciuto nel settore giovanile dell'Amiens, Delecroix entra a far parte della prima squadra nel 2008, rimanendovi fino al 2011 e non riuscendo mai ad imporsi come titolare a causa della fitta concorrenza.
Nello stesso anno viene prestato al Niort, squadra militante in Championnat National. A fine stagione il Niort è promosso in Ligue 2 e Delecroix viene acquistato a titolo definitivo. Per 4 anni Delecroix occupa il posto di portiere titolare, mettendosi in mostra come uno dei punti fermi della squadra e venendo nominato nel 2016 miglior portiere della Ligue 2.
Scaduto il contratto con il Niort, nell'estate del 2016 Delecroix si trasferisce al Lorient, militante in Ligue 1. Nelle due stagioni al Lorient Delecroix è relegato al ruolo di secondo portiere, giocando in tutto 9 partite in due anni. Nel 2018, di comune accordo con il club, Delecroix rescinde il suo contratto.
Il 24 luglio 2018 Delecroix firma un contratto annuale con il Football Club de Metz.

## Palmarès

### Club

#### Competizioni nazionali
- Ligue 2: 1

Metz: 2018-2019